# Podocarpus borneensis
Podocarpus borneensis — вид хвойних рослин родини подокарпових.

## Поширення, екологія
Країни поширення: Індонезія (Калімантан); Малайзія (Сабах, Саравак). Росте в мохових лісах на гірських хребтах, часто в кам'янистих, відкритих ділянках. На ухилах, де ліс стають вище, розкидані дерева можуть досягати 20 м і більше. Його частий висотний діапазон становить від 700 м до 2100 м над рівнем моря.

## Використання
Економічне застосування не зафіксовано цього виду. Де є в достатку, як на Merurong Plateau, деревина локально використовуються для будівництва будинків та інших столярних робіт. Не відомо чи вирощується.

## Загрози та охорона
Перетворення рівнинних лісів у плантації олійних пальм в масовому масштабі в прибережних районах Сабах і Саравак, можливо, зробило негативний вплив на населення. Не відомо чи цей вид зустрічається в ПОТ.